# 胶州湾第二海底隧道
胶州湾第二隧道是一条位于中華人民共和國山東省青岛市的海底隧道，全长约17.48公里，其中海域段长约9.95公里。黄岛端接淮河东路、澎湖岛街、疏港高架，市北端在海泊河入海口附近登陆接环湾路、杭州支路、杭鞍高架、新冠高架。此隧道开建于2020年，预计于2027年完工。

## 历史

### 建设
2021年2月25日，黄岛端斜井工程首次爆破完成。